# Скугрићи
Скугрићи су насељено мјесто у општини Милићи, Република Српска, БиХ. Према попису становништва из 1991. у насељу је живјело 1.144 становника.

## Становништво
| Националност       | 1991.          | 1981.        | 1971.        |
| Муслимани          | 1.067 (93,26%) | 871 (88,33%) | 805 (84,55%) |
| Срби               | 67 (5,85%)     | 97 (9,83%)   | 147 (15,44%) |
| Југословени        | 1 (0,08%)      | 5 (0,50%)    |              |
| Хрвати             | 0              | 1 (0,10%)    | 0            |
| остали и непознато | 9 (0,78%)      | 12 (1,21%)   |              |
| Укупно             | 1.144          | 986          | 952          |

| Демографија | Демографија | Демографија |
| Година      | Становника  | Становника  |
| ----------- | ----------- | ----------- |
| 1991.       | 1.148       |             |

## Спшољашње везе
- Књига: „Национални састав становништва — Резултати за Републику по општинама и насељеним мјестима 1991.", статистички билтен бр. 234, Издање Државног завода за статистику Републике Босне и Херцеговине, Сарајево.